# Acharipallam
Acharipallam è una suddivisione dell'India, classificata come town panchayat, di 12.743 abitanti, situata nel distretto di Kanyakumari, nello stato federato del Tamil Nadu. In base al numero di abitanti la città rientra nella classe IV (da 10.000 a 19.999 persone).

## Geografia fisica
La città è situata a 08° 10' 49 N e 77° 23' 33 E.

## Società

### Evoluzione demografica
Al censimento del 2001 la popolazione di Acharipallam assommava a 12.743 persone, delle quali 6.391 maschi e 6.352 femmine. I bambini di età inferiore o uguale ai sei anni assommavano a 1.226, dei quali 596 maschi e 630 femmine. Infine, coloro che erano in grado di saper almeno leggere e scrivere erano 10.441, dei quali 5.350 maschi e 5.091 femmine.